# Lajos francia királyi herceg (1707–1712)
Lajos (Versailles, Franciaország, 1707. január 8. – Versailles, Franciaország, 1712. március 8.), Bourbon-házi francia trónörökös, Bretagne hercege, aki fiatalon, mindössze öt éves korában családja több tagjához hasonlóan, kanyaró következtében elhunyt. Ő volt Lajos, Burgundia hercege és Mária Adelheid második fia, a későbbi XV. Lajos francia király testvére. Apját követvén tizenkilenc napig Franciaország dauphinje volt 1712. február 18. és március 8-a között.

## Rövid élete

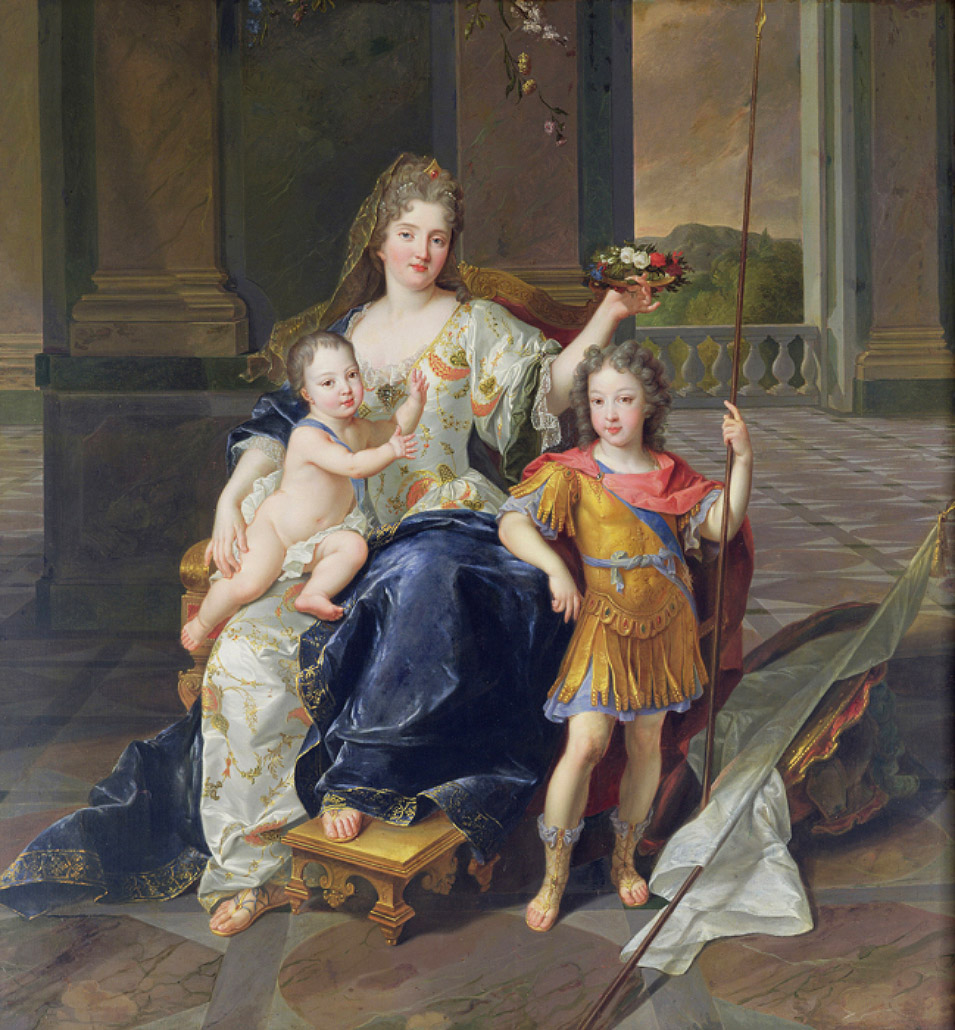
La Ferté-Senneterre hercegné a kis Anjou hercegével az ölében, valamint Lajossal, Bretagne hercegével (1711 körül)

Lajos, XIV. Lajos francia király dédunokájaként született 1707. január 8-án a versailles-i kastélyban. Születésekor megkapta a Bretagne hercege (franciául: Duc de Bretagne) címet, amit közel kétszáz év után kreáltak újra szülei elsőszülött fiának, Lajosnak, aki két évvel korábban, 1705. április 13-án betegség következtében hunyt el. Titulusa után címere egynegyedrészt a francia Bourbon-ház, másfelől Bretagne jelképeit tartalmazta.
Szülei Lajos, Burgundia hercege (a király unokája és második örököse) és Savoyai Mária Adelheid voltak. Első nevelője Louise de Prie márkiné volt 1709-ig, akit egy rövid időre, 1710-ig idősebb leánya, La Ferté-Senneterre hercegné, majd másik leánya, Ventadour hercegné váltott. Egy testvére született: Lajos, Anjou hercege (a leendő XV. Lajos király).
A Napkirálynak uralkodása vége felé biztosítottnak tűnt utódlása fia, Lajos dauphin révén, valamint három fiúunokája: Lajos (Burgundia hercege), Fülöp (addigra már spanyol király), és Károly (Berry hercege), valamint dédunokái: Bretagne hercege és Anjou hercege személyében. Az 1710-es évek elején azonban sorra vesztették életüket a királyi család és az örökösök tagjai.
Először 1711-ben, a király legidősebb fia, a Nagy Dauphin halt meg fekete himlő következtében Meudon városában. Őt követte mennye, Mária Adelheid 1712. február 12-én kanyaró általi halálával, majd fia, Burgundia hercege is életét vesztette február 18-án. Apja halálával a kis Lajos herceg lett Franciaország dauphinje. Trónörökösi státusza azonban nem tartott sokáig, mivel szüleitől ő maga is elkapta a betegséget és 1712. március 8-án, mindössze öt esztendős korában elhunyt. A Francia Királyság új trónörököse az akkor kétéves öccse, Lajos, Anjou hercege lett, akit később XV. Lajos néven királlyá is koronáztak.

## Forrás
1. ↑  Louis de Bourbon, duc de Bretagne (angol nyelven) (html). Geni.com
2. ↑  Hervé Pinoteau, La symbolique royale française, P.S.R. éditions, 2004.